# ديبورا كوفمان
ديبورا كوفمان (بالألمانية: Deborah Kaufmann)‏ (و. 1970  م) هي ممثلة مسرحية، وممثلة أفلام من ألمانيا، وألمانيا الشرقية.

## وصلات خارجية
- ديبورا كوفمان على موقع IMDb (الإنجليزية)
- ديبورا كوفمان على موقع ألو سيني (الفرنسية)
- ديبورا كوفمان على موقع أول موفي (الإنجليزية)
- ديبورا كوفمان على موقع قاعدة بيانات الأفلام السويدية (السويدية)
- ديبورا كوفمان على موقع قاعدة بيانات الفيلم (الإنجليزية)
- ديبورا كوفمان على موقع كينوبويسك (الروسية)